# Sungai Lebung Ulu
Sungai Lebung Ulu is een bestuurslaag in het regentschap Ogan Ilir van de provincie Zuid-Sumatra, Indonesië. Sungai Lebung Ulu telt 1148 inwoners (volkstelling 2010).